# The Game Awards
Game Awards este o ceremonie de decernare a premiilor pentru jocuri video care se desfășoară anual în decembrie. Este organizată de Geoff Keighley, unul dintre cele mai mari nume din industrie, iar până în 2014, a fost cunoscută sub numele de Spike Video Game Awards. Game Awards nu este doar o ceremonie de acordare de premii, ci și o gală în care au loc și previzualizări ale viitoarelor apariții.

## Cum se acordă premiile
Game Awards sunt organizate în colaborare cu Microsoft, Sony, Nintendo, AMD, Electronic Arts, Activision, Rockstar Games, Ubisoft, Valve și Warner Bros., toate companiile având reprezentanți în comitetul care nu votează nominalizările și câștigătorii, dar selectează aproximativ 30 de reprezentanți ai unor organizații de știri din lumea jocurilor video pentru a vota jocurile, iar acestea pot nominaliza și vota jocurile video. Organizațiile fac liste de jocuri din anumite categorii (lista de jocuri e-sport este realizată de părțile e-sport ale acestor organizații). Comitetul întocmește listele cu cele mai nominalizate jocuri și le prezintă acestor organizații. Aceste organizații apoi votează. În 2019 organizațiile care nu foloseau limba engleză au primit și ele dreptul de vot. În 2019, 90% din voturi au fost exprimate de juriu și 10% de oameni de pe rețelele de socializare.

## Câștigătorii Premiului Jocul Anului
| Anul | Data         | Joc                                        | Dezvoltator                | Editor                         | Locul evenimentului             | Număr de spectatori (milioane) |
| ---- | ------------ | ------------------------------------------ | -------------------------- | ------------------------------ | ------------------------------- | ------------------------------ |
| 2014 | 5 decembrie  | Dragon Age: Inquisition⁠(d)                 | BioWare                    | Electronic Arts                | The AXIS (Las Vegas)            | 1,9                            |
| 2015 | 3 decembrie  | The Witcher 3: Wild Hunt                   | CD Projekt Red⁠(d)          | CD Projekt Red⁠(d)              | Microsoft Theater (Los Angeles) | 2,3                            |
| 2016 | 1 decembrie  | Overwatch⁠(d)                               | Blizzard Entertainment     | Blizzard Entertainment         | Microsoft Theater (Los Angeles) | 3,8                            |
| 2017 | 7 decembrie  | The Legend of Zelda: Breath of the Wild⁠(d) | Nintendo                   | Nintendo                       | Microsoft Theater (Los Angeles) | 11,5                           |
| 2018 | 6 decembrie  | God of War                                 | SIE Santa Monica Studio⁠(d) | Playstation, Sony              | Microsoft Theater (Los Angeles) | 26,2                           |
| 2019 | 12 decembrie | Sekiro: Shadows Die Twice⁠(d)               | FromSoftware               | Activision                     | Microsoft Theater (Los Angeles) | 46,2                           |
| 2020 | 10 decembrie | The Last of Us Part II                     | Naughty Dog⁠(d)             | Sony Interactive Entertainment | platformă virtuală              | 83                             |
| 2021 | 10 decembrie | It Takes Two                               | Hazelight Studios⁠(d)       | Electronic Arts                | Microsoft Theater (Los Angeles) | 85                             |
| 2022 | 9 decembrie  | Elden Ring⁠(d)                              | FromSoftware               | Bandai Namco Entertainment⁠(d)  | Microsoft Theater (Los Angeles) | 103                            |
| 2023 | 7 decembrie  | Baldur's Gate 3⁠(d)                         | Larian Studios⁠(d)          | Larian Studios⁠(d)              | Peacock Theater (Los Angeles)   | 118                            |
| 2024 | 12 decembrie | Astro Bot⁠(d)                               | Team Asobi⁠(d)              | Sony Interactive Entertainment | Peacock Theater (Los Angeles)   |                                |